# Albert Cahen
Pour les articles homonymes, voir Albert Cahen (homonymie) et Cahen.
Pour les autres membres de la famille, voir Famille Cahen d'Anvers.
Albert Cahen est un compositeur français, né le 8 janvier 1846 à Paris et mort le 23 février 1903 à La Turbie. Il est notamment connu pour ses opérettes.

## Biographie

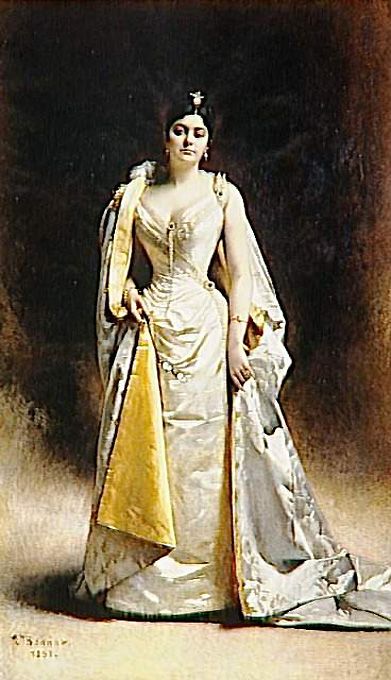
Portrait en pied de Madame Albert Cahen d'Anvers par Léon Bonnat (1891)

Quatrième fils d’une famille de banquiers juifs d'origine allemande et belge, les Cahen d'Anvers, Albert Cahen fut l'élève du compositeur César Franck et de la pianiste Wilhelmine Clauss-Szarvady. Il fut aussi un grand ami de Paul Bourget et l'un des principaux mécènes du peintre italien Antonio Mancini.
Habitant à Paris au 118, rue de Grenelle, dans le petit hôtel de Villars (aujourd'hui collège Paul Claudel-d'Hulst), il fit faire son portrait par Auguste Renoir en 1881. Ce tableau est aujourd’hui conservé au Getty Center.

## Œuvres
- Jean le Précurseur, poème biblique, 1874, Paris
- Le Bois, opéra comique, 1880, Paris,
- Endymion, poème mythologique, 1883, Paris
- La Belle au Bois Dormant, opérette, 1886, Genève
- Le Vénitien, un quatre-opéra en un acte sur livre de Louis Gallet, 1890, Rouen
- Fleur des Neiges, ballet en 1 acte sur livret de Jules Ricard, 1891
- La Femme de Claude, drame lyrique en trois actes, 1896, Paris